# Jake Oettinger
Jakob „Jake“ Oettinger (* 18. Dezember 1998 in Lakeville, Minnesota) ist ein US-amerikanischer Eishockeytorwart, der seit März 2019 bei den Dallas Stars aus der National Hockey League unter Vertrag steht.

## Karriere
Jake Oettinger wurde in Lakeville geboren und besuchte dort die Lakeville North High School, für deren Eishockeyteam er in regionalen Nachwuchsligen auflief. Zur Saison 2014/15 wurde er ins USA Hockey National Team Development Program (NTDP) aufgenommen, die zentrale Talenteschmiede des US-amerikanischen Verbandes USA Hockey. Für deren U17- und U18-Auswahlen, die gleichzeitig als Juniorennationalmannschaften fungieren, nahm er in den folgenden zwei Jahren am Spielbetrieb der United States Hockey League (USHL) teil, der ranghöchsten Juniorenliga des Landes. Anschließend wechselte der Torhüter zur Spielzeit 2016/17 an die Boston University, mit deren „Terriers“ er fortan in der Hockey East spielte, einer Liga der National Collegiate Athletic Association (NCAA). Als Freshman verzeichnete er einen Gegentorschnitt von 2,11 sowie eine Fangquote von 92,7 %, sodass er im Second All-Star Team sowie im All-Rookie Team der Hockey East berücksichtigt wurde. Daher wurde er im folgenden NHL Entry Draft 2017 an 26. Position von den Dallas Stars ausgewählt, kehrte jedoch vorerst für zwei Jahre nach Boston zurück. 2018 gewann er mit den Terriers die Meisterschaft der Hockey East und wurde im Finalturnier als MVP ausgezeichnet.
Nach der College-Saison 2018/19 unterzeichnete Oettinger im März 2019 einen Einstiegsvertrag bei den Dallas Stars und kam wenig später zu seinem Profidebüt bei deren Farmteam, den Texas Stars aus der American Hockey League (AHL). Dort verbrachte er auch die gesamte reguläre Saison 2019/20, wobei er eine Fangquote von 91,7 % sowie drei Shutouts verzeichnete. Im Rahmen der Playoffs 2020 kam der US-Amerikaner dann auch zu seinem Einstand für Dallas in der National Hockey League (NHL), als er in zwei Partien Anton Chudobin ersetzte. Dies unter anderem im Endspiel um den Stanley Cup gegen die Tampa Bay Lightning, das man mit 1:4 verlor.
In der folgenden Spielzeit 2020/21 teilte sich Oettinger die NHL-Einsatzzeit bereits zu etwa gleichen Teilen mit Chudobin, wobei beide von der Verletzung von Ben Bishop profitierten. Nachdem er zu Beginn der Saison 2021/22 noch einmal für wenige Partien in die AHL zurückgekehrt war, etablierte er sich als Stammtorwart in Dallas’ NHL-Aufgebot und setzte sich dabei gegen Braden Holtby durch. In den folgenden Stanley-Cup-Playoffs 2022 scheiterten die Stars zwar in der ersten Runde mit 3:4 an Calgary, Oettinger jedoch verzeichnete mit 95,4 % gehaltener Schüsse den höchsten Wert der Playoff-Historie für einen Torhüter mit mehr als fünf bestrittenen Spielen.
Im September 2022 unterzeichnete der US-Amerikaner einen neuen Dreijahresvertrag in Dallas, der ihm ein durchschnittliches Jahresgehalt von vier Millionen US-Dollar einbringen soll. Dieser wurde im Oktober 2024 um weitere acht Jahre verlängert, wobei sein jährliches Gehalt ab der Saison 2025/26 auf 8,25 Millionen US-Dollar steigt.

### International
Erste internationale Erfahrungen sammelte Oettinger bei der World U-17 Hockey Challenge im November 2014, wo er mit dem Team die Silbermedaille gewann. Anschließend gewann er mit der US-amerikanischen U18-Auswahl die Goldmedaille bei der U18-Weltmeisterschaft 2015, blieb dabei selbst jedoch ohne Einsatz. Im Folgejahr scheiterte man in der gleichen Altersstufe im Halbfinale an Finnland und errang anschließend die Bronzemedaille. Mit der U20-Nationalmannschaft seines Heimatlandes nahm der Torwart in der Folge an den U20-Weltmeisterschaften 2017 und 2018 teil, wobei er bei der Goldmedaille 2017 erneut kein Spiel absolvierte und 2018 abermals eine Bronzemedaille folgte. Bei der Weltmeisterschaft 2021 kam er schließlich zu seinem Debüt für die A-Nationalmannschaft, fungierte als zweiter Torhüter hinter Cal Petersen und errang mit dem Team eine weitere Bronzemedaille.

## Erfolge und Auszeichnungen
- 2017 Hockey East Second All-Star Team
- 2017 Hockey East All-Rookie Team
- 2018 Meisterschaft der Hockey East mit der Boston University
- 2018 MVP des Finalturniers der Hockey East
- 2024 Teilnahme am NHL All-Star Game

### International
| - 2014 Silbermedaille bei der World U-17 Hockey Challenge im November - 2015 Goldmedaille bei der U18-Weltmeisterschaft - 2016 Bronzemedaille bei der U18-Weltmeisterschaft | - 2017 Goldmedaille bei der U20-Weltmeisterschaft - 2018 Bronzemedaille bei der U20-Weltmeisterschaft - 2021 Bronzemedaille bei der Weltmeisterschaft |

## Karrierestatistik
Stand: Ende der Saison 2024/25

### International
Vertrat die USA bei:
| - World U-17 Hockey Challenge 2014 (November) - U18-Weltmeisterschaft 2015 - U18-Weltmeisterschaft 2016 - U20-Weltmeisterschaft 2017 | - U20-Weltmeisterschaft 2018 - Weltmeisterschaft 2021 - 4 Nations Face-Off 2025 |

(Legende zur Torhüterstatistik: GP oder Sp = Spiele insgesamt; W oder S = Siege; L oder N = Niederlagen; T oder U oder OT = Unentschieden oder Overtime- bzw. Shootout-Niederlage; Min. = Minuten; SOG oder SaT = Schüsse aufs Tor; GA oder GT = Gegentore; SO = Shutouts; GAA oder GTS = Gegentorschnitt; Sv% oder SVS% = Fangquote; EN = Empty Net Goal; 1 Play-downs/Relegation; Kursiv: Statistik nicht vollständig)